# KRC Genk Ladies in het seizoen 2023/24
Deze pagina beschrijft de prestaties van voetbalclub KRC Genk Ladies in het seizoen 2023-2024.

## A-kern

### Spelerskern
| Nr.           | Naam                  | Nationaliteit | Geboortedatum |
| ------------- | --------------------- | ------------- | ------------- |
| Keepers       |                       |               |               |
| 1             | Mirthe Claes          | België        | 19-06-2003    |
| 50            | Maren Van Wijngaarden | België        | 07-01-2003    |
| 81            | Isa Klaassen          | Nederland     | 26-03-2006    |
| 91            | Elise Bils            | België        | 05-01-2008    |
| Verdedigers   |                       |               |               |
| 2             | Marith De Bondt       | België        | 05-07-2002    |
| 3             | Romy Camps            | België        | 11-01-2001    |
| 14            | Lyndsey Van Belle     | België        | 31-08-2003    |
| 19            | Evy Van Griensven     | Nederland     | 01-08-2006    |
| Middenvelders |                       |               |               |
| 4             | Luna Vanhoudt         | België        | 10-04-2004    |
| 5             | Gwyneth Vanaenrode    | België        | 25-05-2000    |
| 6             | Isa Warps             | Nederland     | 03-06-2005    |
| 8             | Shari Van Belle       | België        | 22-12-1999    |
| 10            | Sien Vandersanden     | België        | 03-05-2002    |
| 17            | Myrthe Knols          | België        | 08-02-2008    |
| 18            | Charlotte Cranshoff   | België        | 27-12-1990    |
| 20            | Charlotte Tison       | België        | 21-04-1998    |
| Aanvallers    |                       |               |               |
| 9             | Lisa Petry            | België        | 12-02-2001    |
| 13            | Gwen Duijsters        | België        | 30-06-1999    |
| 16            | Thirsa De Meester     | België        | 09-10-2006    |
| 21            | Anissa Giuga          | België        | 09-05-2005    |
| 24            | Pia Bosmans           | België        | 20-05-2006    |
| 28            | Tess Lameir           | België        | 21-05-2004    |
| 30            | Luna Vanzeir          | België        | 07-01-2003    |
| 33            | Ella Van Kerkhoven    | België        | 20-11-1993    |

- Aanvoerder

### Staf

#### Technische staf
| Functie              | Naam              | Nationaliteit |
| -------------------- | ----------------- | ------------- |
| Hoofdtrainer         | Guido Brepoels    | België        |
| Assisent-trainer     | Johan Houben      | België        |
| Keeperstrainer       | Celien Baeten     | België        |
| Keeperstrainer       | Sofie Van Houtven | België        |
| Physical Coach       | Simon Hardy       | België        |
| Video-analyst        | Michiel Moors     | België        |
| Team Manager         | Hans Bergans      | België        |
| Team afgevaardigde   | Cindy Gregoor     | België        |
| Social media manager | Laura Marit       | België        |
| API                  | Sarah Geurts      | België        |

#### Medische staf
| Functie   | Naam                | Nationaliteit |
| --------- | ------------------- | ------------- |
| Dokter    | Nathalie Odeur      | België        |
| Dokter    | Marc Van den Broeck | België        |
| Osteopaat | Gert Vandeurzen     | België        |
| Kinesist  | Isabelle Liberloo   | België        |
| Verzorger | Ward Steurs         | België        |

### Transfers

#### Zomer
| Naam                | Nationaliteit | Van/naar                 |
| ------------------- | ------------- | ------------------------ |
| Inkomend            |               |                          |
| Ella Van Kerkhoven  | België        | Oud-Heverlee Leuven      |
| Tess Lameir         | België        | Oud-Heverlee Leuven      |
| Isa Klaassen        | Nederland     | VV DBS                   |
| Lyndsey Van Belle   | België        | Club YLA                 |
| Charlotte Cranshoff | België        | Oud-Heverlee Leuven      |
| Mirthe Claes        | België        | Oud-Heverlee Leuven      |
| Charlotte Tison     | België        | RSC Anderlecht           |
| Isa Warps           | Nederland     | VV DBS                   |
| Shari Van Belle     | België        | Oud-Heverlee Leuven      |
| Uitgaand            |               |                          |
| Lauren Meyers       | Nederland     | KVC Westerlo             |
| Chiara Wielockx     | België        | KVC Westerlo             |
| Jorien Voets        | België        | Fémina White Star Woluwe |
| Kato Vanheusden     | België        | VC Moldavo               |
| Sterre Gielen       | België        | Club YLA                 |
| Fleur Pauwels       | België        | Club YLA                 |
| Sofie Vendelbo      | Denemarken    | 1. FC Köln               |
| Ella Van Kerkhoven  | België        | Feyenoord                |
| Lyndsey Van Belle   | België        | Club YLA                 |
| Charlotte Cranshoff | België        | KVC Westerlo             |
| Shari Van Belle     | België        | Standard Luik            |
| Aukje Van Seijst    | Nederland     |                          |
| Joy Kersten         | Nederland     |                          |
| Lorène Martin       | België        |                          |
| Silke Sneyers       | België        |                          |

## Uitrustingen
- Shirtsponsor: Wilms
- Sportmerk: Nike

## A-kern

### Oefenwedstrijden A-kern
Hieronder een overzicht van de oefenwedstrijden die KRC Genk Ladies tijdens het seizoen 2022/23 speelde.
| Datum      | Thuis/Uit | Tegenstander | Score | Doelpuntenmaker(s) KRC Genk Ladies |
| ---------- | --------- | ------------ | ----- | ---------------------------------- |
| 28-07-2023 | Uit       | Feyenoord    | 3 – 2 | Van Kerkhoven, Duijsters           |
| 06-08-2023 | Uit       | KV Mechelen  | 1 – 2 | Vandersanden, Knols                |
| 11-08-2023 | Thuis     | PSV Vrouwen  | 0 – 0 |                                    |
| 22-09-2023 | Thuis     | RFC Liège    | 4 – 0 |                                    |

### Lotto Super League
| Wedstrijddetails                                                                             | Thuisploeg | Uitslag                                         | Uitploeg                                                                | Opstelling | Kaarten                                            |
| -------------------------------------------------------------------------------------------- | --- | ----------------------------------------------- | ----------------------------------------------------------------------- | --- | -------------------------------------------------- |
| Heenronde                                                                                    | |                                                 |                                                                         | |                                                    |
| 25 augustus 2022 20:00 Marcinelle Ref.: Viki De Cremer                                       | Royal Charleroi Sporting Club                                                                                   | 1 – 2                                           | KRC Genk Ladies                                                         | Claes, Camps, Vanhoudt, Vanaenrode (58' Vanzeir), Van Belle S., Petry (73' Giuga), Vandersanden , Duijsters (58' De Meester), Van Belle L., Tison (58' De Bondt), Van Kerkhoven                   | 69' Vandersanden                                   |
| 25 augustus 2022 20:00 Marcinelle Ref.: Viki De Cremer                                       | Jadoulle 32' | 1 – 0 1 – 1 1 – 2                               | 34' Petry 71' Vanzeir                                                   | Claes, Camps, Vanhoudt, Vanaenrode (58' Vanzeir), Van Belle S., Petry (73' Giuga), Vandersanden , Duijsters (58' De Meester), Van Belle L., Tison (58' De Bondt), Van Kerkhoven                   | 69' Vandersanden                                   |
| 1 september 2023 20:30 Genk Ref.: Jan Krieken                                                | KRC Genk Ladies                                                                                                 | 2 – 4                                           | Club YLA                                                                | Claes (63' Van Wijngaarden), Camps (67' De Meester), Vanhoudt, Vanaenrode (83' De Bondt), Van Belle S., Petry, Vandersanden , Van Belle L., Tison, Vanzeir, Van Kerkhoven                         |                                                    |
| 1 september 2023 20:30 Genk Ref.: Jan Krieken                                                | Vanzeir 13' Petry 81'                                                                                           | 1 – 0 1 – 1 1 – 2 1 – 3 1 – 4 2 – 4             | 23' Vanmechelen 65' Abrahamsson 66' Vanmechelen 72' Vanmechelen         | Claes (63' Van Wijngaarden), Camps (67' De Meester), Vanhoudt, Vanaenrode (83' De Bondt), Van Belle S., Petry, Vandersanden , Van Belle L., Tison, Vanzeir, Van Kerkhoven                         |                                                    |
| 8 september 2023 20:30 Fallonstadion Woluwe-Saint-Lambert Ref.: Genti Keljmendi              | Fémina White Star Woluwe                                                                                        | 0 – 4                                           | KRC Genk Ladies                                                         | Claes, Vanhoudt (89' De Bondt), Vanaenrode (82' Bosmans), De Meester (73' Duijsters), Van Belle S., Petry, Vandersanden , Van Belle L., Tison, Vanzeir, Van Kerkhoven                             |                                                    |
| 8 september 2023 20:30 Fallonstadion Woluwe-Saint-Lambert Ref.: Genti Keljmendi              | | 0 – 1 0 – 2 0 – 3 0 – 4                         | 42' Van Belle L. 58' Van Kerkhoven 85' (pen.) Van Kerkhoven 90' Vanzeir | Claes, Vanhoudt (89' De Bondt), Vanaenrode (82' Bosmans), De Meester (73' Duijsters), Van Belle S., Petry, Vandersanden , Van Belle L., Tison, Vanzeir, Van Kerkhoven                             |                                                    |
| 15 september 2023 20:30 Genk Ref.: Caroline Lanssens                                         | KRC Genk Ladies                                                                                                 | 1 – 1                                           | Oud-Heverlee Leuven                                                     | Claes, Vanhoudt, Vanaenrode, De Meester, Van Belle S., Petry, Vandersanden , Van Belle L., Tison, Vanzeir, Van Kerkhoven                                                                          | 17' Van Belle S. 67' Tison 71' Vanzeir 90+7' Camps |
| 15 september 2023 20:30 Genk Ref.: Caroline Lanssens                                         | Duijsters 90' (pen.)                                                                                            | 0 – 1 1 – 1                                     | 72' Kees                                                                | Claes, Vanhoudt, Vanaenrode, De Meester, Van Belle S., Petry, Vandersanden , Van Belle L., Tison, Vanzeir, Van Kerkhoven                                                                          | 17' Van Belle S. 67' Tison 71' Vanzeir 90+7' Camps |
| 1 oktober 2023 14:00 Stade Maurice Dufrasne Luik Ref.: Michael Massaki                       | Standard Luik                                                                                                   | 2 – 1                                           | KRC Genk Ladies                                                         | Claes, Vanhoudt, Vanaenrode, De Meester, Van Belle S., Petry (77' Duijsters) , Vandersanden , Van Belle L. (82' Bosmans), Tison, Vanzeir, Van Kerkhoven                                           | 18' Van Kerkhoven 23' Vanzeir                      |
| 1 oktober 2023 14:00 Stade Maurice Dufrasne Luik Ref.: Michael Massaki                       | Gelders 68' Coutereels 88'                                                                                      | 1 – 0 1 – 1 2 – 1                               | 84' Duijsters                                                           | Claes, Vanhoudt, Vanaenrode, De Meester, Van Belle S., Petry (77' Duijsters) , Vandersanden , Van Belle L. (82' Bosmans), Tison, Vanzeir, Van Kerkhoven                                           | 18' Van Kerkhoven 23' Vanzeir                      |
| 7 oktober 2023 13:30 Genk Ref.: Tom Lamberigts                                               | KRC Genk Ladies                                                                                                 | 4 – 1                                           | KV Mechelen Dames                                                       | Claes, Vanhoudt (35' Camps), Vanaenrode, De Meester, Van Belle S., Petry, Vandersanden , Van Belle L. (81' De Bondt), Tison, Vanzeir (72' Duijsters), Van Kerkhoven                               |                                                    |
| 7 oktober 2023 13:30 Genk Ref.: Tom Lamberigts                                               | Van Belle S. 38' De Meester 41' De Meester 90+2' Van Kerkhoven 90+5'                                            | 1 – 0 1 – 1 2 – 1 3 – 1 4 – 1                   | 39' Janssens                                                            | Claes, Vanhoudt (35' Camps), Vanaenrode, De Meester, Van Belle S., Petry, Vandersanden , Van Belle L. (81' De Bondt), Tison, Vanzeir (72' Duijsters), Van Kerkhoven                               |                                                    |
| 21 oktober 2023 19:00 Anderlecht Ref.: Fabio Fernandes Barros                                | RSC Anderlecht                                                                                                  | 4 – 1                                           | KRC Genk Ladies                                                         | Claes, De Bondt, Camps, Vanaenrode, Van Belle S., Petry, Vandersanden , Duijsters (75' De Meester), Van Belle L. (81' Bosmans), Vanzeir, Van Kerkhoven                                            | 32' Van Belle S.                                   |
| 21 oktober 2023 19:00 Anderlecht Ref.: Fabio Fernandes Barros                                | Ouzraoui 4' Wijnants 20' De Caigny 25' Vatafu 86'                                                               | 1 – 0 2 – 0 3 – 0 3 – 1 4 – 1                   | 46' Petry                                                               | Claes, De Bondt, Camps, Vanaenrode, Van Belle S., Petry, Vandersanden , Duijsters (75' De Meester), Van Belle L. (81' Bosmans), Vanzeir, Van Kerkhoven                                            | 32' Van Belle S.                                   |
| 3 november 2023 20:30 Genk Ref.: Thomas Vanboven                                             | KRC Genk Ladies                                                                                                 | 0 – 0                                           | KAA Gent Ladies                                                         | Claes, Camps, Vanhoudt (82' De Bondt), Vanaenrode, De Meester (87' Duijsters), Van Belle S., Petry, Vandersanden , Van Belle L., Vanzeir, Van Kerkhoven                                           |                                                    |
| 3 november 2023 20:30 Genk Ref.: Thomas Vanboven                                             | |                                                 |                                                                         | Claes, Camps, Vanhoudt (82' De Bondt), Vanaenrode, De Meester (87' Duijsters), Van Belle S., Petry, Vandersanden , Van Belle L., Vanzeir, Van Kerkhoven                                           |                                                    |
| 18 november 2023 16:00 Zulte Ref.: Christophe Windels                                        | SV Zulte Waregem                                                                                                | 0 – 2                                           | KRC Genk Ladies                                                         | Claes, Camps, Vanhoudt, Vanaenrode, De Meester (85' Cranshoff), Van Belle S., Vandersanden , Duijsters (88' Bosmans), Van Belle L., Vanzeir, Van Kerkhoven                                        |                                                    |
| 18 november 2023 16:00 Zulte Ref.: Christophe Windels                                        | | 0 – 1 0 – 2                                     | 48' Duijsters 69' Vanzeir                                               | Claes, Camps, Vanhoudt, Vanaenrode, De Meester (85' Cranshoff), Van Belle S., Vandersanden , Duijsters (88' Bosmans), Van Belle L., Vanzeir, Van Kerkhoven                                        |                                                    |
| Terugronde                                                                                   | |                                                 |                                                                         | |                                                    |
| 25 november 2023 13:30 Cegeka Arena Genk Ref.: Lander Bultynck                               | KRC Genk Ladies                                                                                                 | 0 – 1                                           | Standard Luik                                                           | Claes, Camps, Vanhoudt, Vanaenrode, De Meester (66' Petry), Van Belle S., Vandersanden (78' Cranshoff), Duijsters (12' Bosmans (66' Tison)), Van Belle L., Vanzeir, Van Kerkhoven                 | 8' Vanaenrode 53' Van Belle L. 90+3' Camps         |
| 25 november 2023 13:30 Cegeka Arena Genk Ref.: Lander Bultynck                               | | 0 – 1                                           | 12' O'Riordan                                                           | Claes, Camps, Vanhoudt, Vanaenrode, De Meester (66' Petry), Van Belle S., Vandersanden (78' Cranshoff), Duijsters (12' Bosmans (66' Tison)), Van Belle L., Vanzeir, Van Kerkhoven                 | 8' Vanaenrode 53' Van Belle L. 90+3' Camps         |
| 8 december 2023 20:30 Genk Ref.: Ruben Wuyts                                                 | KRC Genk Ladies                                                                                                 | 3 – 0                                           | Sporting Du Pays De Charleroi                                           | Claes, De Bondt (62' Van Belle S.), Camps, Vanhoudt (46' Van Belle L.), Vanaenrode (78' Bosmans), Vandersanden , Duijsters (78' Giuga), Cranshoff (46' De Meester), Tison, Vanzeir, Van Kerkhoven | 34' Vanzeir                                        |
| 8 december 2023 20:30 Genk Ref.: Ruben Wuyts                                                 | Van Kerkhoven 11' Duijsters 55' Danquoins 68' (e.d.)                                                            | 1 – 0 2 – 0 3 – 0                               |                                                                         | Claes, De Bondt (62' Van Belle S.), Camps, Vanhoudt (46' Van Belle L.), Vanaenrode (78' Bosmans), Vandersanden , Duijsters (78' Giuga), Cranshoff (46' De Meester), Tison, Vanzeir, Van Kerkhoven | 34' Vanzeir                                        |
| 17 december 2023 14:30 Kontich Ref.: Maarten Vanhengel                                       | KV Mechelen Dames                                                                                               | 1 – 2                                           | KRC Genk Ladies                                                         | Claes, Camps, Vanhoudt (71' De Bondt), Vanaenrode, De Meester, Van Belle S., Duijsters, Van Belle L., Tison , Vanzeir, Van Kerkhoven                                                              | 49' Camps 70' Van Kerkhoven                        |
| 17 december 2023 14:30 Kontich Ref.: Maarten Vanhengel                                       | Bouharat 40' | 0 – 1 1 – 1 1 – 2                               | 15' Vanaenrode 64' De Meester                                           | Claes, Camps, Vanhoudt (71' De Bondt), Vanaenrode, De Meester, Van Belle S., Duijsters, Van Belle L., Tison , Vanzeir, Van Kerkhoven                                                              | 49' Camps 70' Van Kerkhoven                        |
| 12 januari 2024 20:30 Genk Ref.: Jonas Timmermans                                            | KRC Genk Ladies                                                                                                 | 3 – 4                                           | RSC Anderlecht                                                          | Claes, Camps, Vanhoudt, Vanaenrode, De Meester (70' Petry), Vandersanden , Duijsters (84' Warps), Tison, Bosmans, Vanzeir, Van Kerkhoven                                                          | 39' Bosmans                                        |
| 12 januari 2024 20:30 Genk Ref.: Jonas Timmermans                                            | Van Kerkhoven 15' Van Kerkhoven 17' Vanzeir 57'                                                                 | 0 – 1 1 – 1 2 – 1 3 – 1 3 – 2 3 – 3 3 – 4       | 1' Matavkova 73' Ouzraoui 84' Vanwynsberghe 90' Delabre                 | Claes, Camps, Vanhoudt, Vanaenrode, De Meester (70' Petry), Vandersanden , Duijsters (84' Warps), Tison, Bosmans, Vanzeir, Van Kerkhoven                                                          | 39' Bosmans                                        |
| 26 januari 2024 20:30 Genk Ref.: Yenthe Boogaerts                                            | KRC Genk Ladies                                                                                                 | 8 – 0                                           | Fémina White Star Woluwe                                                | Van Wijngaarden, Camps, Vanhoudt (76' Paepen), Vanaenrode, De Meester (72' Giuga), Petry, Vandersanden (62' Van Griensven), Duijsters, Tison, Bosmans, Vanzeir                                    |                                                    |
| 26 januari 2024 20:30 Genk Ref.: Yenthe Boogaerts                                            | Duijsters 8' Duijsters 20' De Meester 26' De Meester 41' Vanzeir 46' Duijsters 76' Giuga 77' Vanzeir 86' (pen.) | 1 – 0 2 – 0 3 – 0 4 – 0 5 – 0 6 – 0 7 – 0 8 – 0 |                                                                         | Van Wijngaarden, Camps, Vanhoudt (76' Paepen), Vanaenrode, De Meester (72' Giuga), Petry, Vandersanden (62' Van Griensven), Duijsters, Tison, Bosmans, Vanzeir                                    |                                                    |
| 3 februari 2024 13:30 KAA Gent Arena Gent Ref.: Kenneth Dhont                                | KAA Gent Ladies                                                                                                 | 0 – 1                                           | KRC Genk Ladies                                                         | Van Wijngaarden, Camps, Vanhoudt, Vanaenrode, De Meester, Petry (83' Giuga), Vandersanden , Duijsters (69' Van Griensven), Tison, Bosmans, Vanzeir                                                | 62' Vanaenrode 70' Camps                           |
| 3 februari 2024 13:30 KAA Gent Arena Gent Ref.: Kenneth Dhont                                | | 0 – 1                                           | 52' (pen.) Tison                                                        | Van Wijngaarden, Camps, Vanhoudt, Vanaenrode, De Meester, Petry (83' Giuga), Vandersanden , Duijsters (69' Van Griensven), Tison, Bosmans, Vanzeir                                                | 62' Vanaenrode 70' Camps                           |
| 16 februari 2024 20:30 Genk Ref.: Thomas Vanboven                                            | KRC Genk Ladies                                                                                                 | 2 – 0                                           | SV Zulte Waregem                                                        | Van Wijngaarden, Camps, Vanhoudt, Vanaenrode, De Meester (84' Giuga), Petry, Vandersanden , Duijsters, Van Griensven (83' Knols), Tison, Bosmans                                                  |                                                    |
| 16 februari 2024 20:30 Genk Ref.: Thomas Vanboven                                            | Vandersanden 67' Duijsters 83'                                                                                  | 1 – 0 2 – 0                                     |                                                                         | Van Wijngaarden, Camps, Vanhoudt, Vanaenrode, De Meester (84' Giuga), Petry, Vandersanden , Duijsters, Van Griensven (83' Knols), Tison, Bosmans                                                  |                                                    |
| 2 maart 2024 13:30 Burgemeester Graaf Leopold Lippens Park Knokke-Heist Ref.: Jana Van Laere | Club YLA | 2 – 2                                           | KRC Genk Ladies                                                         | Van Wijngaarden, Camps, Vanhoudt, Vanaenrode, De Meester, Vandersanden , Duijsters, Van Griensven (80' Lameir), Tison, Bosmans, Vanzeir                                                           | 80' Tison                                          |
| 2 maart 2024 13:30 Burgemeester Graaf Leopold Lippens Park Knokke-Heist Ref.: Jana Van Laere | Vanmechelen 28' Van Griensven 72' (e.d.)                                                                        | 0 – 1 1 – 1 2 – 1 2 – 2                         | 22' Vanzeir 84' Duijsters                                               | Van Wijngaarden, Camps, Vanhoudt, Vanaenrode, De Meester, Vandersanden , Duijsters, Van Griensven (80' Lameir), Tison, Bosmans, Vanzeir                                                           | 80' Tison                                          |
| 9 maart 2024 19:00 King Power at Den Dreef Stadion Heverlee Ref.: Jana Van Laere             | Oud-Heverlee Leuven                                                                                             | 1 – 0                                           | KRC Genk Ladies                                                         | Claes, Camps, Vanhoudt, Vanaenrode, De Meester T., Vandersanden , Duijsters (78' De Meester J.), Van Griensven (46' Lameir), Tison, Bosmans, Vanzeir                                              | 81' Tison                                          |
| 9 maart 2024 19:00 King Power at Den Dreef Stadion Heverlee Ref.: Jana Van Laere             | Veefkind 80' | 1 – 0                                           |                                                                         | Claes, Camps, Vanhoudt, Vanaenrode, De Meester T., Vandersanden , Duijsters (78' De Meester J.), Van Griensven (46' Lameir), Tison, Bosmans, Vanzeir                                              | 81' Tison                                          |
| Play-Off 1                                                                                   | |                                                 |                                                                         | |                                                    |
| 23 maart 2024 19:00 Oud-Heverlee Ref.: Yenthe Boogaerts                                      | Oud-Heverlee Leuven                                                                                             | 8 – 0                                           | KRC Genk Ladies                                                         | Bils, Camps, Vanhoudt, Vanaenrode, De Meester T., Vandersanden (61' Knols), Duijsters (69' Lameir), Van Griensven, Tison, Bosmans (75' Paepen), Vanzeir                                           | 62' Vanaenrode                                     |
| 23 maart 2024 19:00 Oud-Heverlee Ref.: Yenthe Boogaerts                                      | Zomers 7' Van Dijk 35' Zomers 50' Kees 52' Zomers 63' (pen.) Zomers 82' Detruyer 90'                            | 1 – 0 2 – 0 3 – 0 4 – 0 5 – 0 6 – 0 7 – 0 8 – 0 |                                                                         | Bils, Camps, Vanhoudt, Vanaenrode, De Meester T., Vandersanden (61' Knols), Duijsters (69' Lameir), Van Griensven, Tison, Bosmans (75' Paepen), Vanzeir                                           | 62' Vanaenrode                                     |
| 29 maart 2024 20:30 Genk Ref.: Marnic Claes                                                  | KRC Genk Ladies                                                                                                 | 0 – 5                                           | RSC Anderlecht                                                          | Van Wijngaarden, Camps, Vanhoudt, De Meester T., Vandersanden (87' Vandebeeck), Duijsters, Knols, Van Griensven (45' Lameir), Tison, Bosmans, Vanzeir                                             | 85' De Meester T.                                  |
| 29 maart 2024 20:30 Genk Ref.: Marnic Claes                                                  | | 0 – 1 0 – 2 0 – 3 0 – 4 0 – 5                   | 7' Buabadi 19' Buabadi 48' Delabre 66' (e.d.) Vanhoudt 79' Ouzraoui     | Van Wijngaarden, Camps, Vanhoudt, De Meester T., Vandersanden (87' Vandebeeck), Duijsters, Knols, Van Griensven (45' Lameir), Tison, Bosmans, Vanzeir                                             | 85' De Meester T.                                  |
| 12 april 2024 20:30 Genk Ref.: Thomas Vanboven                                               | KRC Genk Ladies                                                                                                 | 0 – 2                                           | Standard Luik                                                           | Van Wijngaarden, Camps, Vanhoudt (82' Paepen), Vanaenrode, De Meester T., Vandersanden , Duijsters (67' Lameir), Knols, Tison, Bosmans (72' Van Griensven), Vanzeir                               |                                                    |
| 12 april 2024 20:30 Genk Ref.: Thomas Vanboven                                               | | 0 – 1 0 – 2                                     | 6' Toloba 68' Gelders                                                   | Van Wijngaarden, Camps, Vanhoudt (82' Paepen), Vanaenrode, De Meester T., Vandersanden , Duijsters (67' Lameir), Knols, Tison, Bosmans (72' Van Griensven), Vanzeir                               |                                                    |
| 16 april 2024 20:00 Oostakker Ref.: Lauren Cools                                             | KAA Gent Ladies                                                                                                 | 1 – 1                                           | KRC Genk Ladies                                                         | Van Wijngaarden, Camps, Vanhoudt (64' Knols), Vanaenrode, De Meester T., Vandersanden (77' Van Griensven), Duijsters (83' Lameir), Tison, Bosmans, Vanzeir, Paepen                                | 40' Vandersanden 61' Bosmans                       |
| 16 april 2024 20:00 Oostakker Ref.: Lauren Cools                                             | Van Daele 83'                                                                                                   | 0 – 1                                           | 2' Bosmans                                                              | Van Wijngaarden, Camps, Vanhoudt (64' Knols), Vanaenrode, De Meester T., Vandersanden (77' Van Griensven), Duijsters (83' Lameir), Tison, Bosmans, Vanzeir, Paepen                                | 40' Vandersanden 61' Bosmans                       |
| 20 april 2024 13:30 Genk Ref.: Jana Van Laere                                                | KRC Genk Ladies                                                                                                 | 1 – 1                                           | Club YLA                                                                | Van Wijngaarden, Camps, Vanhoudt, Vanaenrode, De Meester T., Vandersanden , Duijsters, Knols (81' De Meester J.), Tison, Lameir (63' Bosmans), Vanzeir                                            | 65' Tison                                          |
| 20 april 2024 13:30 Genk Ref.: Jana Van Laere                                                | Vandersanden 51'                                                                                                | 1 – 0 1 – 1                                     | 58' Gielen                                                              | Van Wijngaarden, Camps, Vanhoudt, Vanaenrode, De Meester T., Vandersanden , Duijsters, Knols (81' De Meester J.), Tison, Lameir (63' Bosmans), Vanzeir                                            | 65' Tison                                          |
| 26 april 2024 20:30 Genk Ref.: Thomas Lucas                                                  | KRC Genk Ladies                                                                                                 | 1 – 2                                           | KAA Gent Ladies                                                         | Van Wijngaarden, Camps, Vanhoudt, Vanaenrode, Vandersanden , Duijsters (68' Vandebeeck), Knols (46' Lameir), Van Griensven (46' Paepen), Tison, Bosmans, Vanzeir                                  | 86' Paepen 90' Vanaenrode 90' Camps 90' Camps      |
| 26 april 2024 20:30 Genk Ref.: Thomas Lucas                                                  | Bosmans 53' | 0 – 1 0 – 2 1 – 2                               | 6' Maximus 8' Bosteels                                                  | Van Wijngaarden, Camps, Vanhoudt, Vanaenrode, Vandersanden , Duijsters (68' Vandebeeck), Knols (46' Lameir), Van Griensven (46' Paepen), Tison, Bosmans, Vanzeir                                  | 86' Paepen 90' Vanaenrode 90' Camps 90' Camps      |
| 4 mei 2024 14:00 Stade Maurice Dufrasne Luik Ref.: Anaik Jacoby                              | Standard Luik                                                                                                   | 4 – 2                                           | KRC Genk Ladies                                                         | Van Wijngaarden (45' Claes), Vanhoudt, Vanaenrode, Vandersanden (69' Van Griensven), Duijsters (86' Vandebeeck), Knols, Tison, Bosmans, Lameir (69' De Meester J.), Vanzeir, Paepen               |                                                    |
| 4 mei 2024 14:00 Stade Maurice Dufrasne Luik Ref.: Anaik Jacoby                              | Barrett 11' (pen.) Barrett 35' Fon 39' Ademi 65'                                                                | 1 – 0 2 – 0 3 – 0 3 – 1 4 – 1 4 – 2             | 58' Vandersanden 71' (pen.) Vanzeir                                     | Van Wijngaarden (45' Claes), Vanhoudt, Vanaenrode, Vandersanden (69' Van Griensven), Duijsters (86' Vandebeeck), Knols, Tison, Bosmans, Lameir (69' De Meester J.), Vanzeir, Paepen               |                                                    |
| 11 mei 2024 16:15 Aalter Ref.: Bert Verbeke                                                  | Club YLA | 1 – 0                                           | KRC Genk LadiesBo                                                       | Claes, Camps, Vanhoudt, Vanaenrode, Vandersanden (87' Vandebeeck), Duijsters (62' Knols), Tison, Bosmans (87' Van Griensven), Lameir (56' De Meester J.), Vanzeir, Paepen                         |                                                    |
| 11 mei 2024 16:15 Aalter Ref.: Bert Verbeke                                                  | Van Belle 75'                                                                                                   | 1 – 0                                           |                                                                         | Claes, Camps, Vanhoudt, Vanaenrode, Vandersanden (87' Vandebeeck), Duijsters (62' Knols), Tison, Bosmans (87' Van Griensven), Lameir (56' De Meester J.), Vanzeir, Paepen                         |                                                    |
| 17 mei 2024 20:30 Genk Ref.: Jonas Timmermans                                                | KRC Genk Ladies                                                                                                 | 2 – 5                                           | Oud-Heverlee Leuven                                                     | Claes, Camps, Vanhoudt, Vanaenrode, Vandersanden , Tison (71' Van Griensven), Giuga (46' Duijsters), Bosmans (80' Vandebeeck), Lameir (71' De Meester J.), Vanzeir, Paepen (46' Knols)            |                                                    |
| 17 mei 2024 20:30 Genk Ref.: Jonas Timmermans                                                | Vandersanden 5' Vanzeir 88' (pen.)                                                                              | 0 – 1 0 – 2 1 – 2 1 – 3 1 – 4 1 – 5 2 – 5       | 1' Van Dijk 4' Van Dijk 8' Van Dijk 57' Zomers 60' Zomers               | Claes, Camps, Vanhoudt, Vanaenrode, Vandersanden , Tison (71' Van Griensven), Giuga (46' Duijsters), Bosmans (80' Vandebeeck), Lameir (71' De Meester J.), Vanzeir, Paepen (46' Knols)            |                                                    |
| 25 mei 2024 13:30 Lotto Park Anderlecht Ref.: Mehdi Sayoud                                   | RSC Anderlecht                                                                                                  | 4 – 2                                           | KRC Genk Ladies                                                         | Claes, Camps, Vanhoudt, Vandersanden , Duijsters (75' Giuga), Knols (75' Van Griensven), Tison, Bosmans, De Meester J. (66' Lameir), Vanzeir (87' Vandebeeck), Paepen                             | 46' Vandersanden 85' Tison                         |
| 25 mei 2024 13:30 Lotto Park Anderlecht Ref.: Mehdi Sayoud                                   | Wijnants 12' Wijnants 22' Matavkova 40' Jacobs 58'                                                              | 1 – 0 2 – 0 3 – 0 3 – 1 4 – 1 4 – 2             | 46' Duijsters 68' Lameir                                                | Claes, Camps, Vanhoudt, Vandersanden , Duijsters (75' Giuga), Knols (75' Van Griensven), Tison, Bosmans, De Meester J. (66' Lameir), Vanzeir (87' Vandebeeck), Paepen                             | 46' Vandersanden 85' Tison                         |

#### Overzicht
| Speeldag  | 1 | 2 | 3 | 4 | 5 | 6  | 7  | 8  | 9  | 10 | 11 | 12 | 13 | 14 | 15 | 16 | 17 | 18 |  | 1  | 2  | 3  | 4  | 5  | 6  | 7  | 8  | 9  | 10 |
| --------- | - | - | - | - | - | -- | -- | -- | -- | -- | -- | -- | -- | -- | -- | -- | -- | -- |  | -- | -- | -- | -- | -- | -- | -- | -- | -- | -- |
| Resultaat | w | v | w | g | v | w  | v  | g  | w  | v  | w  | w  | v  | w  | w  | w  | g  | v  |  | v  | v  | v  | g  | g  | v  | v  | v  | v  | v  |
| Punten    | 3 | 3 | 6 | 7 | 7 | 10 | 10 | 11 | 14 | 14 | 17 | 20 | 20 | 23 | 26 | 29 | 30 | 30 |  | 15 | 15 | 15 | 16 | 17 | 17 | 17 | 17 | 17 | 17 |

### Beker van BelgiëA-kern
| Wedstrijddetails                                 | Thuisploeg | Uitslag                                                                          | Uitploeg                       | Opstelling | Kaarten                                  |
| ------------------------------------------------ | --- | -------------------------------------------------------------------------------- | ------------------------------ | --- | ---------------------------------------- |
| Vierde ronde                                     | |                                                                                  |                                | |                                          |
| 13 oktober 2023 20:30 Genk Ref.: Ozcan Pinarci   | KRC Genk Ladies | 11 – 2                                                                           | DV Bilzen United               | Claes, De Bondt, Camps, Vanaenrode, Van Belle S., Petry (75' Cranshoff), Vandersanden (60' Van Griensven), Duijsters, Bosmans, Vanzeir, Van Kerkhoven (75' Warps)                                 |                                          |
| 13 oktober 2023 20:30 Genk Ref.: Ozcan Pinarci   | Van Belle S. 8' Vanzeir 11' Van Kerkhoven 15' Van Belle S. 28' Van Belle S. 31' Van Kerkhoven 39' Bosmans 48' Camps 55' Van Belle S. 59' Van Griensven 72' Warps 78' | 1 – 0 2 – 0 3 – 0 4 – 0 5 – 0 5 – 1 6 – 1 7 – 1 8 – 1 9 – 1 10 – 1 10 – 2 11 – 2 | 33' Dirx 75' Merken            | Claes, De Bondt, Camps, Vanaenrode, Van Belle S., Petry (75' Cranshoff), Vandersanden (60' Van Griensven), Duijsters, Bosmans, Vanzeir, Van Kerkhoven (75' Warps)                                 |                                          |
| 12 november 2023 13:30 Genk Ref.: Johan Cuypers  | KRC Genk Ladies | 5 – 0                                                                            | OH Leuven B                    | Claes, Camps (53' De Bondt), Vanhoudt, Vanaenrode (63' Giuga), De Meester (53' Cranshoff), Van Belle S. (78' Warps), Vandersanden , Duijsters, Van Belle L., Vanzeir, Van Kerkhoven (63' Bosmans) |                                          |
| 12 november 2023 13:30 Genk Ref.: Johan Cuypers  | Van Kerkhoven 27' Duijsters 40' Vanzeir 46' Duijsters 54' Duijsters 65'                                                                                              | 1 – 0 2 – 0 3 – 0 4 – 0 5 – 0                                                    |                                | Claes, Camps (53' De Bondt), Vanhoudt, Vanaenrode (63' Giuga), De Meester (53' Cranshoff), Van Belle S. (78' Warps), Vandersanden , Duijsters, Van Belle L., Vanzeir, Van Kerkhoven (63' Bosmans) |                                          |
| 10 februari 2024 14:30 Aalter Ref.: Dries De Win | Club YLA | 0 – 0 (0 – 0) (n.v.) (5 – 3) (n.s.)                                              | KRC Genk Ladies                | Van Wijngaarden, Camps, Vanhoudt, Vanaenrode (110' Paepen), De Meester, Petry, Vandersanden , Duijsters (82' Giuga), Tison, Bosmans, Vanzeir                                                      | 39' Vanhoudt 87' Tison 90' Brepoels (T1) |
| 10 februari 2024 14:30 Aalter Ref.: Dries De Win | Guns Lievens Vanmechelen Stenberg Abrahamsson | Pen.: 1 – 0 2 – 0 2 – 1 3 – 1 3 – 2 4 – 2 4 – 3 5 – 3                            | Tison Camps Petry Vandersanden | Van Wijngaarden, Camps, Vanhoudt, Vanaenrode (110' Paepen), De Meester, Petry, Vandersanden , Duijsters (82' Giuga), Tison, Bosmans, Vanzeir                                                      | 39' Vanhoudt 87' Tison 90' Brepoels (T1) |

## Beloften

### Oefenwedstrijden Beloften
Hieronder een overzicht van de oefenwedstrijden die KRC Genk Ladies B tijdens het seizoen 2023/24 speelde.
| Datum      | Thuis/Uit | Tegenstander    | Score |
| ---------- | --------- | --------------- | ----- |
| 06-08-2023 | Thuis     | RSC Anderlecht  | 0 – 2 |
| 16-08-2023 | Thuis     | Fortuna Sittard | 3 – 3 |
| 01-09-2023 | Uit       | KFC Herent      | 2 – 0 |

### Vrouwen 1ste Nationale
| Wedstrijddetails                                                            | Thuisploeg | Uitslag                                                                                         | Uitploeg                                                                          | Opstelling | Kaarten                                                |
| --------------------------------------------------------------------------- | --- | ----------------------------------------------------------------------------------------------- | --------------------------------------------------------------------------------- | --- | ------------------------------------------------------ |
| Competitie                                                                  | |                                                                                                 |                                                                                   | |                                                        |
| 26 augustus 2023 15:00 Genk Ref.: Hendrik Jans                              | KRC Genk Ladies B | 3 – 1                                                                                           | Club YLA B                                                                        | Klaassen, Warps, Knols, Van Griensven, Bauwens , Tachelet, Versluijs (65' Van de Rijdt), Cappa (60' Leatomu), Paepen, Prevost, Beyens (65' Boermans)                                     | 19' Cappa 38' Bauwens                                  |
| 26 augustus 2023 15:00 Genk Ref.: Hendrik Jans                              | Versluijs 39' Paepen 76' Tachelet 86' | 0 – 1 1 – 1 2 – 1 3 – 1                                                                         | 16' Meulenijzer                                                                   | Klaassen, Warps, Knols, Van Griensven, Bauwens , Tachelet, Versluijs (65' Van de Rijdt), Cappa (60' Leatomu), Paepen, Prevost, Beyens (65' Boermans)                                     | 19' Cappa 38' Bauwens                                  |
| 2 september 2023 15:00 Wondelgem Ref.: Eric De Vriese                       | KAA Gent Ladies B | 2 – 0                                                                                           | KRC Genk Ladies B                                                                 | Klaassen, Warps, Van Griensven, Bosmans, Bauwens , Tachelet (61' Van de Rijdt), Versluijs, Cappa (46' Boermans), Paepen, Prevost (46' De Meester J.), Beyens                             |                                                        |
| 2 september 2023 15:00 Wondelgem Ref.: Eric De Vriese                       | Van Ooteghem 57' Noydens 86' | 1 – 0 2 – 0                                                                                     |                                                                                   | Klaassen, Warps, Van Griensven, Bosmans, Bauwens , Tachelet (61' Van de Rijdt), Versluijs, Cappa (46' Boermans), Paepen, Prevost (46' De Meester J.), Beyens                             |                                                        |
| 9 september 2023 16:00 Genk Ref.: Yasin Kale                                | KRC Genk Ladies B | 1 – 2                                                                                           | Famkes Westhoek Diksmuide Merkem                                                  | Van Wijngaarden (45' Bils), Warps, Knols, Van Griensven, Giuga, Bosmans (64' Cappa), Bauwens , Boermans (43' Vandebeeck), Van de Rijdt (45' Tachelet), Paepen, Beyens (65' Versluijs)    | 78' Warps                                              |
| 9 september 2023 16:00 Genk Ref.: Yasin Kale                                | Beyens 1' | 0 – 1 1 – 1 1 – 2                                                                               | 7' Nekkebroeck 14' Nekkebroeck                                                    | Van Wijngaarden (45' Bils), Warps, Knols, Van Griensven, Giuga, Bosmans (64' Cappa), Bauwens , Boermans (43' Vandebeeck), Van de Rijdt (45' Tachelet), Paepen, Beyens (65' Versluijs)    | 78' Warps                                              |
| 17 september 2023 15:00 Oud-Heverlee Ref.: Carlina Roosen                   | Oud-Heverlee Leuven B | 5 – 0                                                                                           | KRC Genk Ladies B                                                                 | Van Wijngaarden, Warps, Knols, Van Griensven, De Meester J., Bauwens , Boermans (46' Bollen), Tachelet (57' Van de Rijdt), Vandebeeck (57' Versluijs), Leatomu (46' Loyen), Beyens       |                                                        |
| 17 september 2023 15:00 Oud-Heverlee Ref.: Carlina Roosen                   | Priem 16' Van den Brande 20' Van den Brande 38' Carravetta 39' Van den Brande 77' | 1 – 0 2 – 0 3 – 0 4 – 0 5 – 0                                                                   |                                                                                   | Van Wijngaarden, Warps, Knols, Van Griensven, De Meester J., Bauwens , Boermans (46' Bollen), Tachelet (57' Van de Rijdt), Vandebeeck (57' Versluijs), Leatomu (46' Loyen), Beyens       |                                                        |
| 30 september 2023 15:00 Genk Ref.: Ronny Put                                | KRC Genk Ladies B | 4 – 2                                                                                           | RSC Anderlecht B                                                                  | Van Wijngaarden, Warps, Knols, Van Griensven, Giuga (71' Leatomu), Bauwens , Tachelet, Cappa (62' De Meester J.), Paepen, Vandebeeck (62' Prevost), Beyens                               | 75' Leatomu 87' Beyens                                 |
| 30 september 2023 15:00 Genk Ref.: Ronny Put                                | Tachelet 57' Giuga 58' Warps 63' Beyens 89' | 0 – 1 1 – 1 2 – 1 3 – 1 3 – 2 4 – 2                                                             | 15' Vandekerckhove 77' Lenoir                                                     | Van Wijngaarden, Warps, Knols, Van Griensven, Giuga (71' Leatomu), Bauwens , Tachelet, Cappa (62' De Meester J.), Paepen, Vandebeeck (62' Prevost), Beyens                               | 75' Leatomu 87' Beyens                                 |
| 7 oktober 2023 15:30 Pierre Cornelisstadion Aalst Ref.: Enzo De Paepe       | Eendracht Aalst Ladies | 5 – 0                                                                                           | KRC Genk Ladies B                                                                 | Bils, Warps, Van Griensven, De Meester J., Bauwens , Tachelet, Versluijs, Paepen, Prevost, Vandebeeck, Beyens                                                                            | 12' Paepen                                             |
| 7 oktober 2023 15:30 Pierre Cornelisstadion Aalst Ref.: Enzo De Paepe       | Van Mullem 2' Suenens 23' Temmerman 58' Merchiers 65' (pen.) Van Mullem 67' | 1 – 0 2 – 0 3 – 0 4 – 0 5 – 0                                                                   |                                                                                   | Bils, Warps, Van Griensven, De Meester J., Bauwens , Tachelet, Versluijs, Paepen, Prevost, Vandebeeck, Beyens                                                                            | 12' Paepen                                             |
| 21 oktober 2023 17:30 Charles Tondreaustadion Mons Ref.: Christophe Maissin | RAEC Mons | 2 – 3                                                                                           | KRC Genk Ladies B                                                                 | Bils, Warps, Knols, De Meester J. (75' Boermans), Bauwens , Tachelet (06' Van de Rijdt), Paepen, Vandebeeck (60' Versluijs), Leatomu, Beyens, Gimenez-Tronconi                           | 20' Paepen 60' Paepen 65' Gimenez-Tronconi 70' Bauwens |
| 21 oktober 2023 17:30 Charles Tondreaustadion Mons Ref.: Christophe Maissin | Henneuse 25' (pen.) Dessilly 65' | 0 – 1 1 – 1 1 – 2 1 – 3 2 – 3                                                                   | 5' De Meester J. 35' Warps 45' Tachelet                                           | Bils, Warps, Knols, De Meester J. (75' Boermans), Bauwens , Tachelet (06' Van de Rijdt), Paepen, Vandebeeck (60' Versluijs), Leatomu, Beyens, Gimenez-Tronconi                           | 20' Paepen 60' Paepen 65' Gimenez-Tronconi 70' Bauwens |
| 28 oktober 2023 13:00 Genk Ref.: Jef Mulders                                | KRC Genk Ladies B | 5 – 4                                                                                           | VC Moldavo A                                                                      | Van Wijngaarden, De Bondt (59' De Meester J.), Warps, Knols, Cranshoff, Van Griensven, Giuga, Bauwens , Tachelet (72' Leatomu), Beyens, Gimenez-Tronconi (76' Vandebeeck)                |                                                        |
| 28 oktober 2023 13:00 Genk Ref.: Jef Mulders                                | Aarts 18' (e.d.) Beyens 25' Van Griensven 58' Warps 80' Van Griensven 85' | 0 – 1 1 – 1 1 – 2 2 – 2 2 – 3 3 – 3 4 – 3 4 – 4 5 – 4                                           | 5' Bertels 20' Kruizinga 54' Dauwen 84' Van Gils                                  | Van Wijngaarden, De Bondt (59' De Meester J.), Warps, Knols, Cranshoff, Van Griensven, Giuga, Bauwens , Tachelet (72' Leatomu), Beyens, Gimenez-Tronconi (76' Vandebeeck)                |                                                        |
| 4 november 2023 14:15 Westerlo Ref.: Luc Meel                               | KVC Westerlo | 5 – 1                                                                                           | KRC Genk Ladies B                                                                 | Van Wijngaarden, Warps, Knols, Cranshoff, Van Griensven (77' Van De Rijdt), Giuga (65' De Meester J.), Bosmans (77' Boermans), Bauwens , Tachelet (46' Beyens), Paepen, Gimenez-Tronconi | 16' Van Griensven 22' Paepen 66' Paepen                |
| 4 november 2023 14:15 Westerlo Ref.: Luc Meel                               | Labro 5' Drumont 10' (pen.) Wielockx 41' Drumont 55' (pen.) Meyers 82' | 1 – 0 1 – 1 2 – 1 3 – 1 4 – 1 5 – 1                                                             | 8' Giuga                                                                          | Van Wijngaarden, Warps, Knols, Cranshoff, Van Griensven (77' Van De Rijdt), Giuga (65' De Meester J.), Bosmans (77' Boermans), Bauwens , Tachelet (46' Beyens), Paepen, Gimenez-Tronconi | 16' Van Griensven 22' Paepen 66' Paepen                |
| 18 november 2023 20:00 Rocourt Ref.: Bila Kizedioko                         | RFC Liège A | 1 – 5                                                                                           | KRC Genk Ladies B                                                                 | Bils, Warps, Knols, Van Griensven, De Meester J., Bauwens , Tachelet (75' Leatomu), Versluijs (75' Van De Rijdt), Vandebeeck (60' Prevost), Beyens, Gimenez-Tronconi                     |                                                        |
| 18 november 2023 20:00 Rocourt Ref.: Bila Kizedioko                         | Gaillard 16' | 0 – 1 0 – 2 0 – 3 1 – 3 1 – 4 1 – 5                                                             | 9' Tachelet 9' Beyens 13' Versluijs 25' Tachelet 55' Tachelet                     | Bils, Warps, Knols, Van Griensven, De Meester J., Bauwens , Tachelet (75' Leatomu), Versluijs (75' Van De Rijdt), Vandebeeck (60' Prevost), Beyens, Gimenez-Tronconi                     |                                                        |
| 25 november 2023 15:00 Zulte Ref.: Kevin Grave                              | SV Zulte Waregem B | 1 – 1                                                                                           | KRC Genk Ladies B                                                                 | Bils, Warps, Knols, Van Griensven, De Meester J. (70' Cappa), Bauwens , Tachelet (65' Versluijs), Paepen, Prevost, Vandebeeck, Beyens                                                    |                                                        |
| 25 november 2023 15:00 Zulte Ref.: Kevin Grave                              | Goeminne 88' | 0 – 1 1 – 1                                                                                     | 1' Tachelet                                                                       | Bils, Warps, Knols, Van Griensven, De Meester J. (70' Cappa), Bauwens , Tachelet (65' Versluijs), Paepen, Prevost, Vandebeeck, Beyens                                                    |                                                        |
| 2 december 2023 16:00 Genk Ref.: Thomas Predojevic                          | KRC Genk Ladies B | 7 – 0                                                                                           | KVK Tienen A                                                                      | Van Wijngaarden, De Bondt, Warps, Knols, Cranshoff, Van Griensven, Tison, Bauwens (69' Vandebeeck), Tachelet (57' Beyens), Paepen, Prevost (69' Versluijs)                               |                                                        |
| 2 december 2023 16:00 Genk Ref.: Thomas Predojevic                          | Cranshoff 21' Tachelet 36' Warps 40' Cranshoff 52' Beyens 64' Versluijs 72' Warps 75' | 1 – 0 2 – 0 3 – 0 4 – 0 5 – 0 6 – 0 7 – 0                                                       |                                                                                   | Van Wijngaarden, De Bondt, Warps, Knols, Cranshoff, Van Griensven, Tison, Bauwens (69' Vandebeeck), Tachelet (57' Beyens), Paepen, Prevost (69' Versluijs)                               |                                                        |
| 9 december 2023 15:00 Genk Ref.: Bart Jordens                               | KRC Genk Ladies B | 2 – 2                                                                                           | Standard de Liège B                                                               | Van Wijngaarden, Warps, Van Griensven, Bosmans, De Meester J., Bauwens , Tachelet (65' Cappa), Versluijs (65' Gimenez-Tronconi), Paepen, Prevost, Beyens                                 | 54' Warps                                              |
| 9 december 2023 15:00 Genk Ref.: Bart Jordens                               | Warps 69' Warps 80' | 0 – 1 0 – 2 1 – 2 2 – 2                                                                         | 25' Tabagari 41' Lecoq                                                            | Van Wijngaarden, Warps, Van Griensven, Bosmans, De Meester J., Bauwens , Tachelet (65' Cappa), Versluijs (65' Gimenez-Tronconi), Paepen, Prevost, Beyens                                 | 54' Warps                                              |
| 16 december 2023 14:30 Genk Ref.: Brandon Claudio Parrinello                | KRC Genk Ladies B | 15 – 0                                                                                          | ASE de Chastre                                                                    | Bils, Warps (45' De Meester J.), Knols, Van Griensven, Giuga (53' Versluijs), Bosmans (53' Gimenez-Tronconi), Bauwens , Cappa, Paepen, Prevost (66' Boermans), Beyens                    |                                                        |
| 16 december 2023 14:30 Genk Ref.: Brandon Claudio Parrinello                | Cappa 3' Bosmans 9' Cappa 12' Giuga 19' Giuga 22' Giuga 40' Van Griensven 41' Beyens 47' Bauwens 56' Beyens 58' Cappa 60' De Meester J. 68' De Meester J. 70' Knols 73' De Meester J. 81' | 1 – 0 2 – 0 3 – 0 4 – 0 5 – 0 6 – 0 7 – 0 8 – 0 9 – 0 10 – 0 11 – 0 12 – 0 13 – 0 14 – 0 15 – 0 |                                                                                   | Bils, Warps (45' De Meester J.), Knols, Van Griensven, Giuga (53' Versluijs), Bosmans (53' Gimenez-Tronconi), Bauwens , Cappa, Paepen, Prevost (66' Boermans), Beyens                    |                                                        |
| 13 januari 2024 15:00 Alken Ref.: Tommy Branckaute                          | FC Alken | 5 – 1                                                                                           | KRC Genk Ladies B                                                                 | Van Wijngaarden, Warps, Knols, Giuga (71' Cappa), De Meester J. (42' Versluijs), Bauwens , Tachelet, Paepen, Prevost (71' Vandebeeck), Beyens, Gimenez-Tronconi                          |                                                        |
| 13 januari 2024 15:00 Alken Ref.: Tommy Branckaute                          | Put 11' Niesen 21' Niesen 27' Niesen 45' Buntinx 90+1' | 1 – 0 2 – 0 3 – 0 4 – 0 4 – 1 5 – 1                                                             | 80' Tachelet                                                                      | Van Wijngaarden, Warps, Knols, Giuga (71' Cappa), De Meester J. (42' Versluijs), Bauwens , Tachelet, Paepen, Prevost (71' Vandebeeck), Beyens, Gimenez-Tronconi                          |                                                        |
| 27 januari 2024 15:00 Genk Ref.: Bart Jordens                               | KRC Genk Ladies B | 2 – 1                                                                                           | KAA Gent Ladies B                                                                 | Bils, Knols, Lameir (30' Luts), Bauwens , Tachelet, Versluijs, Cappa (76' De Meester J.), Paepen, Prevost (1' Bollen), Vandebeeck, Gimenez-Tronconi                                      | 68' Bollen                                             |
| 27 januari 2024 15:00 Genk Ref.: Bart Jordens                               | Paepen 23' Tachelet 89' | 1 – 0 1 – 1 2 – 1                                                                               | 44' Heyman                                                                        | Bils, Knols, Lameir (30' Luts), Bauwens , Tachelet, Versluijs, Cappa (76' De Meester J.), Paepen, Prevost (1' Bollen), Vandebeeck, Gimenez-Tronconi                                      | 68' Bollen                                             |
| 3 februari 2024 16:00 Diksmuide Ref.: Freddy Dewachter                      | Famkes Westhoek Diksmuide Merkem | 1 – 0                                                                                           | KRC Genk Ladies B                                                                 | Bils, Knols, Lameir (46' De Meester J.), Bauwens , Luts, Versluijs, Cappa, Vandebeeck, Leatomu (46' Bollen), Beyens, Gimenez-Tronconi                                                    |                                                        |
| 3 februari 2024 16:00 Diksmuide Ref.: Freddy Dewachter                      | Desmyter 20' | 1 – 0                                                                                           |                                                                                   | Bils, Knols, Lameir (46' De Meester J.), Bauwens , Luts, Versluijs, Cappa, Vandebeeck, Leatomu (46' Bollen), Beyens, Gimenez-Tronconi                                                    |                                                        |
| 16 februari 2024 20:30 Anderlecht Ref.: Khalid Bekri                        | RSC Anderlecht B | 5 – 0                                                                                           | KRC Genk Ladies B                                                                 | Bils, Warps (60' Janssen E.), De Meester J., Bauwens , Tachelet, Bollen, Versluijs, Vandebeeck (60' Janssen I.), Govaerts (46' Leatomu), Beyens, Jeuken                                  | 37' Jeuken 45' Warps                                   |
| 16 februari 2024 20:30 Anderlecht Ref.: Khalid Bekri                        | Carmina 40' Vandekerckhove 44' Muylaert 53' Bodson 64' Zang Bikoula 73' | 1 – 0 2 – 0 3 – 0 4 – 0 5 – 0                                                                   |                                                                                   | Bils, Warps (60' Janssen E.), De Meester J., Bauwens , Tachelet, Bollen, Versluijs, Vandebeeck (60' Janssen I.), Govaerts (46' Leatomu), Beyens, Jeuken                                  | 37' Jeuken 45' Warps                                   |
| 24 februari 2024 15:00 Genk Ref.: Bart Jordens                              | KRC Genk Ladies B | 1 – 0                                                                                           | Eendracht Aalst Ladies                                                            | Claes, Knols, Van Griensven, De Meester J., Lameir, Bauwens , Tachelet (72' Sevarts), Bollen, Versluijs, Paepen, Beyens                                                                  |                                                        |
| 24 februari 2024 15:00 Genk Ref.: Bart Jordens                              | Beyens 20' (pen.) | 1 – 0                                                                                           |                                                                                   | Claes, Knols, Van Griensven, De Meester J., Lameir, Bauwens , Tachelet (72' Sevarts), Bollen, Versluijs, Paepen, Beyens                                                                  |                                                        |
| 28 februari 2024 19:30 Genk Ref.: Kevin Van Aeken                           | KRC Genk Ladies B | 2 – 4                                                                                           | Oud-Heverlee Leuven B                                                             | Claes, Warps, Knols, Giuga (75' Leatomu), De Meester J., Lameir (60' Sevarts), Bauwens , Tachelet (65' Versluijs), Bollen, Paepen, Beyens                                                |                                                        |
| 28 februari 2024 19:30 Genk Ref.: Kevin Van Aeken                           | De Meester J. 37' Warps 38' | 0 – 1 0 – 2 1 – 2 2 – 2 2 – 3 2 – 4                                                             | 24' Priem 31' Heremans 55' Hermans 89' Schepers                                   | Claes, Warps, Knols, Giuga (75' Leatomu), De Meester J., Lameir (60' Sevarts), Bauwens , Tachelet (65' Versluijs), Bollen, Paepen, Beyens                                                |                                                        |
| 2 maart 2024 16:00 Genk Ref.: Luc Schoofs                                   | KRC Genk Ladies B | 4 – 3                                                                                           | RAEC Mons                                                                         | Bils, De Meester J., Bauwens , Boermans, Tachelet, Bollen (80' Govaerts), Versluijs, Vandebeeck, Sevarts (46' Luts), Janssen E. (46' Gimenez-Tronconi), Beyens                           |                                                        |
| 2 maart 2024 16:00 Genk Ref.: Luc Schoofs                                   | Versluijs 47' Versluijs 50' Leclercq 65' (e.d.) Versluijs 88' | 0 – 1 0 – 2 1 – 2 1 – 3 2 – 3 3 – 3 4 – 3                                                       | 21' Cartage 43' (pen.) Dessilly 48' Cartage                                       | Bils, De Meester J., Bauwens , Boermans, Tachelet, Bollen (80' Govaerts), Versluijs, Vandebeeck, Sevarts (46' Luts), Janssen E. (46' Gimenez-Tronconi), Beyens                           |                                                        |
| 9 maart 2024 15:00 Mol Ref.: Lennert Lauryssen                              | VC Moldavo A | 4 – 1                                                                                           | KRC Genk Ladies B                                                                 | Oost, Bauwens , Boermans (49' Janssen E.), Tachelet, Luts, Bollen, Versluijs, Vandebeeck, Sevarts (64' Govaerts), Beyens, Gimenez-Tronconi                                               |                                                        |
| 9 maart 2024 15:00 Mol Ref.: Lennert Lauryssen                              | Schepkens 32' Schepkens 37' Groenen 47' Steyvers 70' | 0 – 1 1 – 1 2 – 1 3 – 1 4 – 1                                                                   | 29' Gimenez-Tronconi                                                              | Oost, Bauwens , Boermans (49' Janssen E.), Tachelet, Luts, Bollen, Versluijs, Vandebeeck, Sevarts (64' Govaerts), Beyens, Gimenez-Tronconi                                               |                                                        |
| 16 maart 2024 16:00 Genk Ref.: Matthias Moskofidis                          | KRC Genk Ladies B | 0 – 6                                                                                           | KVC Westerlo                                                                      | Bils, Knols, Van Griensven (62' Vandebeeck), Giuga, De Meester J. (74' Luts), Lameir (62' Prevost), Bauwens , Tachelet (74' Versluijs), Paepen, Beyens, Gimenez-Tronconi                 |                                                        |
| 16 maart 2024 16:00 Genk Ref.: Matthias Moskofidis                          | | 0 – 1 0 – 2 0 – 3 0 – 4 0 – 5 0 – 6                                                             | 8' Merkelbach 17' Merkelbach 43' Huysmans 45' Merkelbach 51' Cranshoff 88' Littel | Bils, Knols, Van Griensven (62' Vandebeeck), Giuga, De Meester J. (74' Luts), Lameir (62' Prevost), Bauwens , Tachelet (74' Versluijs), Paepen, Beyens, Gimenez-Tronconi                 |                                                        |
| 23 maart 2024 17:00 Chastre Ref.: Zakaria Boukhlis                          | ASE de Chastre | 0 – 4                                                                                           | KRC Genk Ladies B                                                                 | Oost, De Meester J. (70' Boermans), Bauwens , Tachelet, Luts, Versluijs, Vandebeeck, Janssen E. (64' Jeuken), Leatomu (70' Brackez), Beyens, Gimenez-Tronconi                            |                                                        |
| 23 maart 2024 17:00 Chastre Ref.: Zakaria Boukhlis                          | | 0 – 1 0 – 2 0 – 3 0 – 4                                                                         | 36' Luts 44' Tachelet 50' Tachelet 70' Versluijs                                  | Oost, De Meester J. (70' Boermans), Bauwens , Tachelet, Luts, Versluijs, Vandebeeck, Janssen E. (64' Jeuken), Leatomu (70' Brackez), Beyens, Gimenez-Tronconi                            |                                                        |
| 30 maart 2024 15:00 Genk Ref.: Pieter Hermans                               | KRC Genk Ladies B | 1 – 2                                                                                           | RFC Liège A                                                                       | Bils, Koziel, De Meester J. (76' Jeuken), Bauwens , Boermans (45' Janssen E.), Versluijs, Vandebeeck (76' Rossi), Brackez, Merola, Leatomu (65' Welkenhuyzen), Gimenez-Tronconi          | 75' Vandebeeck                                         |
| 30 maart 2024 15:00 Genk Ref.: Pieter Hermans                               | Koziel 43' | 0 – 1 0 – 2 1 – 2                                                                               | 25' Mettlen 38' Gaillard                                                          | Bils, Koziel, De Meester J. (76' Jeuken), Bauwens , Boermans (45' Janssen E.), Versluijs, Vandebeeck (76' Rossi), Brackez, Merola, Leatomu (65' Welkenhuyzen), Gimenez-Tronconi          | 75' Vandebeeck                                         |
| 6 april 2024 15:00 Genk Ref.: Ronny Put                                     | KRC Genk Ladies B | 2 – 3                                                                                           | SV Zulte Waregem B                                                                | Bils, Knols, De Meester J., Lameir, Bauwens , Versluijs, Cappa (65' Janssen E.), Paepen (65' Rossi), Vandebeeck (89' Boermans), Leatomu (57' Welkenhuyzen), Beyens                       | 75' Vandebeeck                                         |
| 6 april 2024 15:00 Genk Ref.: Ronny Put                                     | Versluijs 27' Lameir 60' | 0 – 1 1 – 1 2 – 1 2 – 2 2 – 3                                                                   | 9' De Smet 70' Smet 71' Callens                                                   | Bils, Knols, De Meester J., Lameir, Bauwens , Versluijs, Cappa (65' Janssen E.), Paepen (65' Rossi), Vandebeeck (89' Boermans), Leatomu (57' Welkenhuyzen), Beyens                       | 75' Vandebeeck                                         |
| 13 april 2024 20:30 Bergéstadion Tienen Ref.: Sem Socquet                   | KVK Tienen A | 2 – 2                                                                                           | KRC Genk Ladies B                                                                 | Klaassen, De Meester J., Bauwens , Versluijs, Cappa, Vandebeeck, Govaerts (59' Brackez), Janssen E. (67' Merola), Leatomu, Beyens (67' Boermans), Gimenez-Tronconi                       | 70' Brackez 87' Verhoeven (verzorger)                  |
| 13 april 2024 20:30 Bergéstadion Tienen Ref.: Sem Socquet                   | Sempels 3' Janssens 30' | 1 – 0 1 – 1 2 – 1 2 – 2                                                                         | 18' Beyens 55' Beyens                                                             | Klaassen, De Meester J., Bauwens , Versluijs, Cappa, Vandebeeck, Govaerts (59' Brackez), Janssen E. (67' Merola), Leatomu, Beyens (67' Boermans), Gimenez-Tronconi                       | 70' Brackez 87' Verhoeven (verzorger)                  |
| 20 april 2024 14:00 Brugge Ref.: Sven Swaenepoel                            | Club YLA B | 2 – 0                                                                                           | KRC Genk Ladies B                                                                 | Klaassen, Koziel (58' Koziel), Bauwens , Boermans, Luts (46' Merola), Bollen (52' Brackez), Versluijs (78' Janssen E.), Cappa, Leatomu, Beyens, Gimenez-Tronconi                         | 33' Rigo (T1) 34' Rigo (T1) 86' Klaassen               |
| 20 april 2024 14:00 Brugge Ref.: Sven Swaenepoel                            | Wenning 23' Dejonckheere 87' (pen.) | 1 – 0 2 – 0                                                                                     |                                                                                   | Klaassen, Koziel (58' Koziel), Bauwens , Boermans, Luts (46' Merola), Bollen (52' Brackez), Versluijs (78' Janssen E.), Cappa, Leatomu, Beyens, Gimenez-Tronconi                         | 33' Rigo (T1) 34' Rigo (T1) 86' Klaassen               |
| 27 april 2024 17:00 Angleur Ref.: Hicham Dridelli                           | Standard de Liège B | 2 – 1                                                                                           | KRC Genk Ladies B                                                                 | Klaassen, Knols, Van Griensven, Boermans, Luts (17' Bauwens), Versluijs (58' Sevarts), Cappa (73' Leatomu), Prevost, Vandebeeck, Beyens , Gimenez-Tronconi                               |                                                        |
| 27 april 2024 17:00 Angleur Ref.: Hicham Dridelli                           | Magalhaes 12' Magalhaes 28' | 1 – 0 2 – 0 2 – 1                                                                               | 36' Beyens                                                                        | Klaassen, Knols, Van Griensven, Boermans, Luts (17' Bauwens), Versluijs (58' Sevarts), Cappa (73' Leatomu), Prevost, Vandebeeck, Beyens , Gimenez-Tronconi                               |                                                        |

#### Overzicht
| Speeldag  | 1 | 2 | 3 | 4 | 5 | 6 | 7 | 8  | 9  | 10 | 11 | 12 | 13 | 14 | 15 | 16 | 17 | 18 | 19 | 20 | 21 | 22 | 23 | 24 | 25 | 26 | 27 | 28 | 29 | 30 |
| --------- | - | - | - | - | - | - | - | -- | -- | -- | -- | -- | -- | -- | -- | -- | -- | -- | -- | -- | -- | -- | -- | -- | -- | -- | -- | -- | -- | -- |
| Resultaat | w | v | v | v | w | v | w | w  | v  | w  | g  | w  | g  | w  | v  | w  | v  | v  | w  | v  | w  | v  | v  | w  | v  | v  | g  | v  | v  |    |
| Punten    | 3 | 3 | 3 | 3 | 6 | 6 | 9 | 12 | 12 | 15 | 16 | 19 | 20 | 23 | 23 | 26 | 26 | 26 | 29 | 29 | 32 | 32 | 32 | 35 | 35 | 35 | 36 | 36 | 36 |    |

### Beker van BelgiëBeloften
| Wedstrijddetails                                       | Thuisploeg                                                | Uitslag                                                                                  | Uitploeg | Opstelling | Kaarten    |
| ------------------------------------------------------ | --------------------------------------------------------- | ---------------------------------------------------------------------------------------- | --- | --- | ---------- |
| 20 augustus 2023 17:00 Hensies Ref.: Aurelien Charlier | R. Union Sportive Hensies                                 | 0 – 14                                                                                   | KRC Genk Ladies B | Bils (46' Klaassen), Warps, Knols, Van Griensven, Bauwens , Boermans (55' Cappa), Van de Rijdt (55' Tachelet), Versluijs, Paepen, Prevost (55' Severy E.), Beyens                                           |            |
| 20 augustus 2023 17:00 Hensies Ref.: Aurelien Charlier |                                                           | 0 – 1 0 – 2 0 – 3 0 – 4 0 – 5 0 – 6 0 – 7 0 – 8 0 – 9 0 – 10 0 – 11 0 – 12 0 – 13 0 – 14 | 12' Beyens 30' Van de Rijdt 37' Versluijs 38' Warps 48' Warps 55' Prevost 56' Warps 60' Warps 62' Beyens 72' Beyens 78' Warps 82' Versluijs 83' Cappa 89' Van Griensven | Bils (46' Klaassen), Warps, Knols, Van Griensven, Bauwens , Boermans (55' Cappa), Van de Rijdt (55' Tachelet), Versluijs, Paepen, Prevost (55' Severy E.), Beyens                                           |            |
| 14 oktober 2023 15:00 Genk Ref.: Forfait               | KRC Genk Ladies B                                         | 5 – 0                                                                                    | Famkes Westhoek Diksmuide Merkem | |            |
| 14 oktober 2023 15:00 Genk Ref.: Forfait               |                                                           |                                                                                          | | |            |
| 11 november 2023 16:00 Genk Ref.: Gerd Bylois          | KRC Genk Ladies B                                         | 4 – 3                                                                                    | RAEC Mons | Van Wijngaarden, Warps (77' Leatomu), Knols, Van Griensven, Bosmans, De Meester J. (62' Boermans), Bauwens , Van De Rijdt (46' Versluijs), Paepen, Beyens (46' Tachelet), Gimenez-Tronconi (62' Vandebeeck) | 70' Paepen |
| 11 november 2023 16:00 Genk Ref.: Gerd Bylois          | De Meester J. 9' Warps 31' Van De Rijdt 42' Versluijs 66' | 1 – 0 1 – 1 2 – 1 3 – 1 3 – 2 4 – 2 4 – 3                                                | 23' Henneuse 63' Dutoit 71' Vos | Van Wijngaarden, Warps (77' Leatomu), Knols, Van Griensven, Bosmans, De Meester J. (62' Boermans), Bauwens , Van De Rijdt (46' Versluijs), Paepen, Beyens (46' Tachelet), Gimenez-Tronconi (62' Vandebeeck) | 70' Paepen |
| 9 februari 2024 19:30 Genk Ref.: Torben Hontis         | KRC Genk Ladies B                                         | 0 – 7                                                                                    | OH Leuven | Bils, Knols, Giuga (63' Versluijs), De Meester J., Lameir (63' Warps), Bauwens , Tachelet, Paepen (46' Bollen), Vandebeeck (79' Luts), Beyens (79' Leatomu), Gimenez-Tronconi                               |            |
| 9 februari 2024 19:30 Genk Ref.: Torben Hontis         |                                                           | 0 – 1 0 – 2 0 – 3 0 – 4 0 – 5 0 – 6 0 – 7                                                | 4' Van Dijk 6' Van Dijk 20' Van Dijk 22' Van Dijk 46' Van Dijk 69' Van Dijk 87' Priem                                                                                   | Bils, Knols, Giuga (63' Versluijs), De Meester J., Lameir (63' Warps), Bauwens , Tachelet, Paepen (46' Bollen), Vandebeeck (79' Luts), Beyens (79' Leatomu), Gimenez-Tronconi                               |            |

## Jong Beloften

### Vrouwen Interprovinciale B
| Wedstrijddetails                                            | Thuisploeg                                                                                        | Uitslag                                                                 | Uitploeg                                                                              | Opstelling | Kaarten                                  |
| ----------------------------------------------------------- | ------------------------------------------------------------------------------------------------- | ----------------------------------------------------------------------- | ------------------------------------------------------------------------------------- | --- | ---------------------------------------- |
| Competitie                                                  |                                                                                                   |                                                                         |                                                                                       | |                                          |
| 9 september 2023 13:00 Genk Ref.: Albert Tresinie           | KRC Genk Ladies C                                                                                 | 1 – 1                                                                   | Noorse SV                                                                             | Klaassen, Lieben, Severy F., Brodala (50' Jeuken), Luts, Bollen, Janssen (72' Van den Bergh), Merola (54' Exelmans), Leatomu, Severy, Elhariri                                         | 73' Van den Bergh 82' Severy F. 89' Luts |
| 9 september 2023 13:00 Genk Ref.: Albert Tresinie           | Bollen 79'                                                                                        | 0 – 1 1 – 1                                                             | 44' Stokman                                                                           | Klaassen, Lieben, Severy F., Brodala (50' Jeuken), Luts, Bollen, Janssen (72' Van den Bergh), Merola (54' Exelmans), Leatomu, Severy, Elhariri                                         | 73' Van den Bergh 82' Severy F. 89' Luts |
| 15 september 2023 20:00 Bilzen Ref.: Jean Vandenbosch       | DV Bilzen United A                                                                                | 6 – 2                                                                   | KRC Genk Ladies C                                                                     | Klaassen, Lieben (83' Exelmans), Severy F., Van de Rijdt (83' Welkenhuyzen), Luts, Bollen, Loyen, Cappa, Janssen (80' Jeuken), Severy E., Elhariri (64' Merola)                        |                                          |
| 15 september 2023 20:00 Bilzen Ref.: Jean Vandenbosch       | Raïs 25' Dirx 36' Merken 45' Meekers 62' Broekx 82' Meekers 90'                                   | 0 – 1 1 – 1 2 – 1 3 – 1 4 – 1 4 – 2 5 – 2 6 – 2                         | 23' Elhariri 67' Welkenhuyzen                                                         | Klaassen, Lieben (83' Exelmans), Severy F., Van de Rijdt (83' Welkenhuyzen), Luts, Bollen, Loyen, Cappa, Janssen (80' Jeuken), Severy E., Elhariri (64' Merola)                        |                                          |
| 23 september 2023 15:00 Genk Ref.: Bart Hermans             | KRC Genk Ladies C                                                                                 | 1 – 1                                                                   | FC Bosdam Beveren                                                                     | Bils, Severy F., Van de Rijdt, Luts, Bollen , Loyen (77' Exelmans), Janssen, Merola, Severy E., Jeuken, Elhariri (85' Brodala)                                                         | 85' Severy F.                            |
| 23 september 2023 15:00 Genk Ref.: Bart Hermans             | Bollen 4'                                                                                         | 1 – 0 1 – 1                                                             | 55' Michiels                                                                          | Bils, Severy F., Van de Rijdt, Luts, Bollen , Loyen (77' Exelmans), Janssen, Merola, Severy E., Jeuken, Elhariri (85' Brodala)                                                         | 85' Severy F.                            |
| 30 september 2023 15:30 Kontich Ref.: Edward Vandyck        | Kontich FC A                                                                                      | 4 – 0                                                                   | KRC Genk Ladies C                                                                     | Bils, Severy F., Boermans, Van de Rijdt, Luts, Bollen , Versluijs, Merola, Severy E., Jeuken, Elhariri                                                                                 | 12' Saro (T1) 49' Merola 60' Severy E.   |
| 30 september 2023 15:30 Kontich Ref.: Edward Vandyck        | Van Dijck 49' De Causemaeker 60' Gebruers 81' Wyn 89'                                             | 1 – 0 2 – 0 3 – 0 4 – 0                                                 |                                                                                       | Bils, Severy F., Boermans, Van de Rijdt, Luts, Bollen , Versluijs, Merola, Severy E., Jeuken, Elhariri                                                                                 | 12' Saro (T1) 49' Merola 60' Severy E.   |
| 7 oktober 2023 17:30 Genk Ref.: Ozcan Pinarci               | KRC Genk Ladies C                                                                                 | 0 – 4                                                                   | Loenhout SK A                                                                         | Oost, Severy F. (70' Govaerts), Van de Rijdt, Luts, Bollen , Janssen (55' Van der Stelt), Merola, Exelmans (46' Welkenhuyzen), Van den Bergh, Severy E. (70' Brodala), Jeuken          |                                          |
| 7 oktober 2023 17:30 Genk Ref.: Ozcan Pinarci               |                                                                                                   | 0 – 1 0 – 2 0 – 3 0 – 4                                                 | 4' Wiersma 22' Aertsen 59' Van de Mierop 87' Wiersma                                  | Oost, Severy F. (70' Govaerts), Van de Rijdt, Luts, Bollen , Janssen (55' Van der Stelt), Merola, Exelmans (46' Welkenhuyzen), Van den Bergh, Severy E. (70' Brodala), Jeuken          |                                          |
| 21 oktober 2023 16:00 Mechelen Ref.: Elliot Daniels         | KV Mechelen B                                                                                     | 3 – 2                                                                   | KRC Genk Ladies C                                                                     | Oost, Welkenhuyzen (81' Exelmans), Severy F., Luts, Bollen , Janssen (80' Crabbé), Merola, Govaerts, Van den Bergh, Severy E., Jeuken                                                  |                                          |
| 21 oktober 2023 16:00 Mechelen Ref.: Elliot Daniels         | Motte 7' Oostens 43' Van Essen 63'                                                                | 1 – 0 1 – 1 2 – 1 3 – 1 3 – 2                                           | 24' Luts 68' Luts                                                                     | Oost, Welkenhuyzen (81' Exelmans), Severy F., Luts, Bollen , Janssen (80' Crabbé), Merola, Govaerts, Van den Bergh, Severy E., Jeuken                                                  |                                          |
| 11 november 2023 13:00 Genk Ref.: Marcel Steegen            | KRC Genk Ladies C                                                                                 | 1 – 3                                                                   | VVC Brasschaat                                                                        | Oost, Welkenhuyzen (45' Versluijs), Severy F., Luts, Bollen , Janssen, Merola, Govaerts (70' Exelmans), Van den Bergh (45' Prevost), Severy E., Jeuken                                 | 19' Severy F. 88' Severy F.              |
| 11 november 2023 13:00 Genk Ref.: Marcel Steegen            | Luts 7'                                                                                           | 1 – 0 1 – 1 1 – 2 1 – 3                                                 | 26' Willemsen 29' Willemsen 50' Willemsen                                             | Oost, Welkenhuyzen (45' Versluijs), Severy F., Luts, Bollen , Janssen, Merola, Govaerts (70' Exelmans), Van den Bergh (45' Prevost), Severy E., Jeuken                                 | 19' Severy F. 88' Severy F.              |
| 18 november 2023 14:30 Vosselaar Ref.: Louis Wouters        | KVV Vosselaar A                                                                                   | 8 – 4                                                                   | KRC Genk Ladies C                                                                     | Oost, Welkenhuyzen, Boermans (60' Lieben), Luts, Bollen , Cappa, Janssen, Merola (73' Exelmans), Van den Bergh, Severy E., Jeuken                                                      |                                          |
| 18 november 2023 14:30 Vosselaar Ref.: Louis Wouters        | Tournier 2' Michez 12' (pen.) Laenen 17' Truyens 28' Michez 38' Michez 43' Belmans 50' Baeten 67' | 1 – 0 2 – 0 3 – 0 4 – 0 5 – 0 6 – 0 7 – 0 7 – 1 8 – 1 8 – 2 8 – 3 8 – 4 | 60' Bollen 73' Bollen 80' Welkenhuyzen 86' Bollen                                     | Oost, Welkenhuyzen, Boermans (60' Lieben), Luts, Bollen , Cappa, Janssen, Merola (73' Exelmans), Van den Bergh, Severy E., Jeuken                                                      |                                          |
| 25 november 2023 17:00 Genk Ref.: Luc Schoofs               | KRC Genk Ladies C                                                                                 | 1 – 0                                                                   | KVK Svelta Melsele                                                                    | Oost, Lieben (67' Severy F.), Boermans, Van de Rijdt (80' Janssen), Luts, Bollen , Merola, Govaerts (62' Welkenhuyzen), Van den Bergh, Severy E., Jeuken                               | 75' Severy E.                            |
| 25 november 2023 17:00 Genk Ref.: Luc Schoofs               | Welkenhuyzen 72'                                                                                  | 1 – 0                                                                   |                                                                                       | Oost, Lieben (67' Severy F.), Boermans, Van de Rijdt (80' Janssen), Luts, Bollen , Merola, Govaerts (62' Welkenhuyzen), Van den Bergh, Severy E., Jeuken                               | 75' Severy E.                            |
| 2 december 2023 13:00 Genk Ref.: Jordy Barrez               | KRC Genk Ladies C                                                                                 | 3 – 1                                                                   | STVV A                                                                                | Bils, Lieben, Welkenhuyzen (71' Merola (78' Van den Bergh)), Boermans, Van de Rijdt, Luts, Bollen , Cappa, Janssen (45' Govaerts), Leatomu, Jeuken                                     |                                          |
| 2 december 2023 13:00 Genk Ref.: Jordy Barrez               | Luts 57' Luts 66' Cappa 88'                                                                       | 0 – 1 1 – 1 2 – 1 3 – 1                                                 | 15' (e.d.) Janssen                                                                    | Bils, Lieben, Welkenhuyzen (71' Merola (78' Van den Bergh)), Boermans, Van de Rijdt, Luts, Bollen , Cappa, Janssen (45' Govaerts), Leatomu, Jeuken                                     |                                          |
| 9 december 2023 12:30 Kessel Ref.: Elliot Daniels           | Lierse SK                                                                                         | 3 – 1                                                                   | KRC Genk Ladies C                                                                     | Bils, Lieben, Welkenhuyzen, Severy F., Boermans, Van de Rijdt (13' Exelmans (65' Snijkers)), Luts, Bollen , Janssen, Severy E., Jeuken                                                 | 88' Severy F.                            |
| 9 december 2023 12:30 Kessel Ref.: Elliot Daniels           | Esami 21' Verrijdt 53' Verbist 90' (pen.)                                                         | 1 – 0 1 – 1 2 – 1 3 – 1                                                 | 23' Welkenhuyzen                                                                      | Bils, Lieben, Welkenhuyzen, Severy F., Boermans, Van de Rijdt (13' Exelmans (65' Snijkers)), Luts, Bollen , Janssen, Severy E., Jeuken                                                 | 88' Severy F.                            |
| 13 januari 2024 19:30 Kapellen Ref.: Jeroen Lauwers         | Noorse SV                                                                                         | 0 – 3                                                                   | KRC Genk Ladies C                                                                     | Merola, Welkenhuyzen, Severy F., Boermans, Luts (82' Van den Bergh), Bollen , Janssen, Govaerts (67' Brackez), Leatomu (75' Elhariri), Severy E., Jeuken                               | 52' Severy E.                            |
| 13 januari 2024 19:30 Kapellen Ref.: Jeroen Lauwers         |                                                                                                   | 0 – 1 0 – 2 0 – 3                                                       | 50' Welkenhuyzen 60' (pen.) Bollen 70' Elhariri                                       | Merola, Welkenhuyzen, Severy F., Boermans, Luts (82' Van den Bergh), Bollen , Janssen, Govaerts (67' Brackez), Leatomu (75' Elhariri), Severy E., Jeuken                               | 52' Severy E.                            |
| 27 januari 2024 17:15 Beveren-Waas Ref.: Robbe Jacobs       | FC Bosdam Beveren                                                                                 | 5 – 2                                                                   | KRC Genk Ladies C                                                                     | Oost, Koziel, Rossi, Vanhaeren, Welkenhuyzen, Severy F., Brackez, Govaerts, Van den Bergh, Jeuken , Elhariri (60' De Graaf)                                                            |                                          |
| 27 januari 2024 17:15 Beveren-Waas Ref.: Robbe Jacobs       | Michiels 20' Michiels 48' Michiels 51' Brioen 81' Michiels 83'                                    | 0 – 1 1 – 1 1 – 2 2 – 2 3 – 2 4 – 2 5 – 2                               | 6' Govaerts 28' Koziel                                                                | Oost, Koziel, Rossi, Vanhaeren, Welkenhuyzen, Severy F., Brackez, Govaerts, Van den Bergh, Jeuken , Elhariri (60' De Graaf)                                                            |                                          |
| 3 februari 2024 17:00 Genk Ref.: Yavuz Akcin                | KRC Genk Ladies C                                                                                 | 1 – 1                                                                   | Kontich FC A                                                                          | Oost, Koziel, Rossi, Vanhaeren (68' Janssen E.), Welkenhuyzen, Severy F., Janssen I., Brackez, Van den Bergh, Jeuken , Elhariri (83' De Graaf)                                         |                                          |
| 3 februari 2024 17:00 Genk Ref.: Yavuz Akcin                | Van Hees 7' (e.d.)                                                                                | 1 – 0 1 – 1                                                             | 47' Wyn                                                                               | Oost, Koziel, Rossi, Vanhaeren (68' Janssen E.), Welkenhuyzen, Severy F., Janssen I., Brackez, Van den Bergh, Jeuken , Elhariri (83' De Graaf)                                         |                                          |
| 10 februari 2024 15:30 Genk Ref.: Johan Peters              | KRC Genk Ladies C                                                                                 | 3 – 0                                                                   | DV Bilzen United A                                                                    | Oost, Welkenhuyzen, Severy F., Boermans (46' Janssen E.), Luts (56' Merola), Bollen, Janssen I., Brackez, Govaerts, Jeuken , Elhariri (86' Hufkens)                                    | 24' Boermans 88' Brackez                 |
| 10 februari 2024 15:30 Genk Ref.: Johan Peters              | Severy F. 75' Merola 83' Merola 88'                                                               | 1 – 0 2 – 0 3 – 0                                                       |                                                                                       | Oost, Welkenhuyzen, Severy F., Boermans (46' Janssen E.), Luts (56' Merola), Bollen, Janssen I., Brackez, Govaerts, Jeuken , Elhariri (86' Hufkens)                                    | 24' Boermans 88' Brackez                 |
| 24 februari 2024 15:00 Loenhout Ref.: Walter Van Litsenborg | Loenhout SK A                                                                                     | 4 – 0                                                                   | KRC Genk Ladies C                                                                     | Oost, De Graaf (67' Gubbelmans), Vanhaeren (56' Exelmans), Welkenhuyzen, Severy F., Janssen I. (46' Crabbé), Brackez, Govaerts, Van den Bergh, Janssen E., Severy E. (46' Dautzenberg) |                                          |
| 24 februari 2024 15:00 Loenhout Ref.: Walter Van Litsenborg | Aertsen 1' Aertsen 34' Vanaken 35' Wiersma 66'                                                    | 1 – 0 2 – 0 3 – 0 4 – 0                                                 |                                                                                       | Oost, De Graaf (67' Gubbelmans), Vanhaeren (56' Exelmans), Welkenhuyzen, Severy F., Janssen I. (46' Crabbé), Brackez, Govaerts, Van den Bergh, Janssen E., Severy E. (46' Dautzenberg) |                                          |
| 2 maart 2024 13:00 Genk Ref.: Robin Van Gompel              | KRC Genk Ladies C                                                                                 | 2 – 5                                                                   | KV Mechelen B                                                                         | Oost, Rossi, Welkenhuyzen (76' Gubbelmans), Dautzenberg (76' De Graaf), Severy F., Brackez, Merola (80' Exelmans), Van den Bergh, Severy E., Jeuken , Elhariri (80' Crabbé)            | 65' Oost                                 |
| 2 maart 2024 13:00 Genk Ref.: Robin Van Gompel              | Rossi 38' Brackez 49'                                                                             | 0 – 1 0 – 2 1 – 2 1 – 3 2 – 3 2 – 4 2 – 5                               | 13' Van Roy 27' (pen.) Verhoeven 45' Verhoeven 58' Verhoeven 66' (pen.) Maes          | Oost, Rossi, Welkenhuyzen (76' Gubbelmans), Dautzenberg (76' De Graaf), Severy F., Brackez, Merola (80' Exelmans), Van den Bergh, Severy E., Jeuken , Elhariri (80' Crabbé)            | 65' Oost                                 |
| 9 maart 2024 15:00 Brasschaat Ref.: Edward Vandyck          | VVC Brasschaat                                                                                    | 1 – 0                                                                   | KRC Genk Ladies C                                                                     | Merola, Rossi, Welkenhuyzen, Dautzenberg, Severy F., Brackez, Van den Bergh, Gubbelmans, Severy E., Jeuken , Elhariri                                                                  |                                          |
| 9 maart 2024 15:00 Brasschaat Ref.: Edward Vandyck          | Luyten 3'                                                                                         | 1 – 0                                                                   |                                                                                       | Merola, Rossi, Welkenhuyzen, Dautzenberg, Severy F., Brackez, Van den Bergh, Gubbelmans, Severy E., Jeuken , Elhariri                                                                  |                                          |
| 16 maart 2024 13:00 Genk Ref.: Muhammet Acikgoz             | KRC Genk Ladies C                                                                                 | 2 – 8                                                                   | KVV Vosselaar A                                                                       | Oost, Rossi (83' Exelmans), Welkenhuyzen (63' Koziel), Severy F., Brackez, Govaerts (71' Merola), Van den Bergh, Janssen E. (63' Elhariri), Leatomu, Severy E., Jeuken                 |                                          |
| 16 maart 2024 13:00 Genk Ref.: Muhammet Acikgoz             | Koziel 90+3' Koziel 90+5'                                                                         | 0 – 1 0 – 2 0 – 3 0 – 4 0 – 5 0 – 6 0 – 7 0 – 8 1 – 8 2 – 8             | 5' Kaers 9' Kaers 20' Tournier 30' Michez 33' Michez 45' Kaers 61' Baeten 75' Belmans | Oost, Rossi (83' Exelmans), Welkenhuyzen (63' Koziel), Severy F., Brackez, Govaerts (71' Merola), Van den Bergh, Janssen E. (63' Elhariri), Leatomu, Severy E., Jeuken                 |                                          |
| 23 maart 2024 16:15 Melsele Ref.: Tiësto 'T Jolle           | KVK Svelta Melsele                                                                                | 4 – 2                                                                   | KRC Genk Ladies C                                                                     | Merola, Gubbelmans, Elhariri, Hufkens, Rossi, Koziel, Welkenhuyzen, Dautzenberg, Severy F., Van den Bergh, Severy E.                                                                   | 50' Elhariri                             |
| 23 maart 2024 16:15 Melsele Ref.: Tiësto 'T Jolle           | Van Britsom 8' Mertens 31' Mertens 49' Verdonck 88'                                               | 1 – 0 2 – 0 2 – 1 3 – 1 3 – 2 4 – 2                                     | 45' Rossi 86' (pen.) Rossi                                                            | Merola, Gubbelmans, Elhariri, Hufkens, Rossi, Koziel, Welkenhuyzen, Dautzenberg, Severy F., Van den Bergh, Severy E.                                                                   | 50' Elhariri                             |
| 14 april 2024 14:00 Sint-Truiden Ref.: Tom De Leur          | STVV A                                                                                            | 0 – 3                                                                   | KRC Genk Ladies C                                                                     | Oost, Lieben, Hufkens, Rossi (66' Exelmans), Welkenhuyzen, Eyckmans (46' Snijkers), Severy F., Merola, Van den Bergh, Severy E., Jeuken                                                | 26' Welkenhuyzen                         |
| 14 april 2024 14:00 Sint-Truiden Ref.: Tom De Leur          |                                                                                                   | 0 – 1 0 – 2 0 – 3                                                       | 35' Merola 57' Welkenhuyzen 66' (pen.) Merola                                         | Oost, Lieben, Hufkens, Rossi (66' Exelmans), Welkenhuyzen, Eyckmans (46' Snijkers), Severy F., Merola, Van den Bergh, Severy E., Jeuken                                                | 26' Welkenhuyzen                         |
| 19 april 2024 20:30 Genk Ref.: Kevin Van Aeken              | KRC Genk Ladies C                                                                                 | 2 – 3                                                                   | Lierse SK                                                                             | Oost, Lieben (58' De Prins), Welkenhuyzen, Eyckmans (75' Dautzenberg), Severy F., Loix, Janssen I. (55' Hufkens), Van den Bergh, Snijkers (75' Exelmans), Severy E., Jeuken            | 65' Severy E.                            |
| 19 april 2024 20:30 Genk Ref.: Kevin Van Aeken              | Welkenhuyzen 1' Welkenhuyzen 25'                                                                  | 1 – 0 2 – 0 2 – 1 2 – 2 2 – 3                                           | 30' (e.d.) Jeuken 32' Peeters 88' Verbist                                             | Oost, Lieben (58' De Prins), Welkenhuyzen, Eyckmans (75' Dautzenberg), Severy F., Loix, Janssen I. (55' Hufkens), Van den Bergh, Snijkers (75' Exelmans), Severy E., Jeuken            | 65' Severy E.                            |

#### Overzicht
| Resultaat | g | v | g | v | v | v | v | v | w | w | v | w  | v  | g  | w  | v  | v  | v  | v  | v  | w  | v  |
| Punten    | 1 | 1 | 2 | 2 | 2 | 2 | 2 | 2 | 5 | 8 | 8 | 11 | 11 | 12 | 15 | 15 | 15 | 15 | 15 | 15 | 18 | 18 |

### Beker van België
| Wedstrijddetails                                 | Thuisploeg       | Uitslag | Uitploeg          | Opstelling | Kaarten |
| ------------------------------------------------ | ---------------- | ------- | ----------------- | --- | ------- |
| 13 augustus 2023 16:00 Hasselt Ref.: Tom De Leur | Sporting Hasselt | 1 – 0   | KRC Genk Ladies C | Oost (45' Swerts), Severy F., Luts (55' Van den Bergh), Bollen , Loyen, Paepen, Merola (45' Exelmans), Severy E., Beyens, Jeuken (58' Brodala) |         |
| 13 augustus 2023 16:00 Hasselt Ref.: Tom De Leur | Appermont 55'    | 1 – 0   |                   | Oost (45' Swerts), Severy F., Luts (55' Van den Bergh), Bollen , Loyen, Paepen, Merola (45' Exelmans), Severy E., Beyens, Jeuken (58' Brodala) |         |